# 恐鴞
恐鴞（學名Nesasio solomonensis）是一種中等大小的貓頭鷹，是所羅門群島和巴布亞新畿內亞布干維爾省的特有種。它們一般棲息在海拔800米以上的森林。它們會在樹穴及裂縫中築巢。
恐鴞的面盤呈赤紅色，內側白色，眼眉也是白色的。它們的上身呈褐色，下身赭色，有黑色斑紋。它們很易與所羅門鷹鴞混淆，但其的外觀像笑鴞。
恐鴞掠食袋貂屬，尤其是灰袋貂。由於伐林及過度獵殺灰袋貂，令它們的數量也受到影響。

## 外部連結
- BirdLife Species Factsheet （页面存档备份，存于）